# 高橋節
高橋 節（たかはし たかし、1950年2月3日 - ）は、日本の地方公務員。山形県副知事や、山形県スポーツ振興21世紀協会理事長、モンテディオ山形代表取締役社長等を務めた。

## 人物・経歴
山形県村山市出身。山形県立山形南高等学校を経て、1972年山形大学人文学部卒業、山形県入庁。財政課に長く勤務し、2001年に東京事務所長就任。2004年農林水産部長。2006年庄内総合支庁長。2008年健康福祉部長。2009年退職。
同年から副知事及び公益社団法人山形県スポーツ振興21世紀協会副理事長を務め、東日本大震災への対応などにあたった。2012年から公益社団法人山形県スポーツ振興21世紀協会理事長も兼務した。2013年退任。同年から株式会社モンテディオ山形代表取締役社長を務めたが、2015年にモンテディオのJ2リーグ降格を受け退任した。2016年株式会社じもとホールディングス監査役。